# مگس‌گیر جکی وینتر
مگس‌گیر جکی وینتر (Microeca fascinans) یک سینه‌سرخ خاکستری مایل به قهوه‌ای کوچک است که معمولاً در سراسر استرالیا و همچنین در پاپوآ گینه نو یافت می‌شود. مگس‌گیر جکی وینتر نام خود را به دلیل صداهای سریع و قوی به دست آورد که شبیه جکی-جکی وینتر-وینتر است. صدای آنها همچنین اغلب به عنوان صدایی مانند پیتر-پیتر-پیتر شناخته می‌شود. زیستگاه‌های آن شامل جنگل‌های باز و زمین‌های کشاورزی است.
نام‌های بومی دیگر مگس‌گیر جکی عبارتند از: مگس‌گیر قهوه‌ای، پیتر پیتر، پسرپستچی، اسپینکس و استام‌برد.

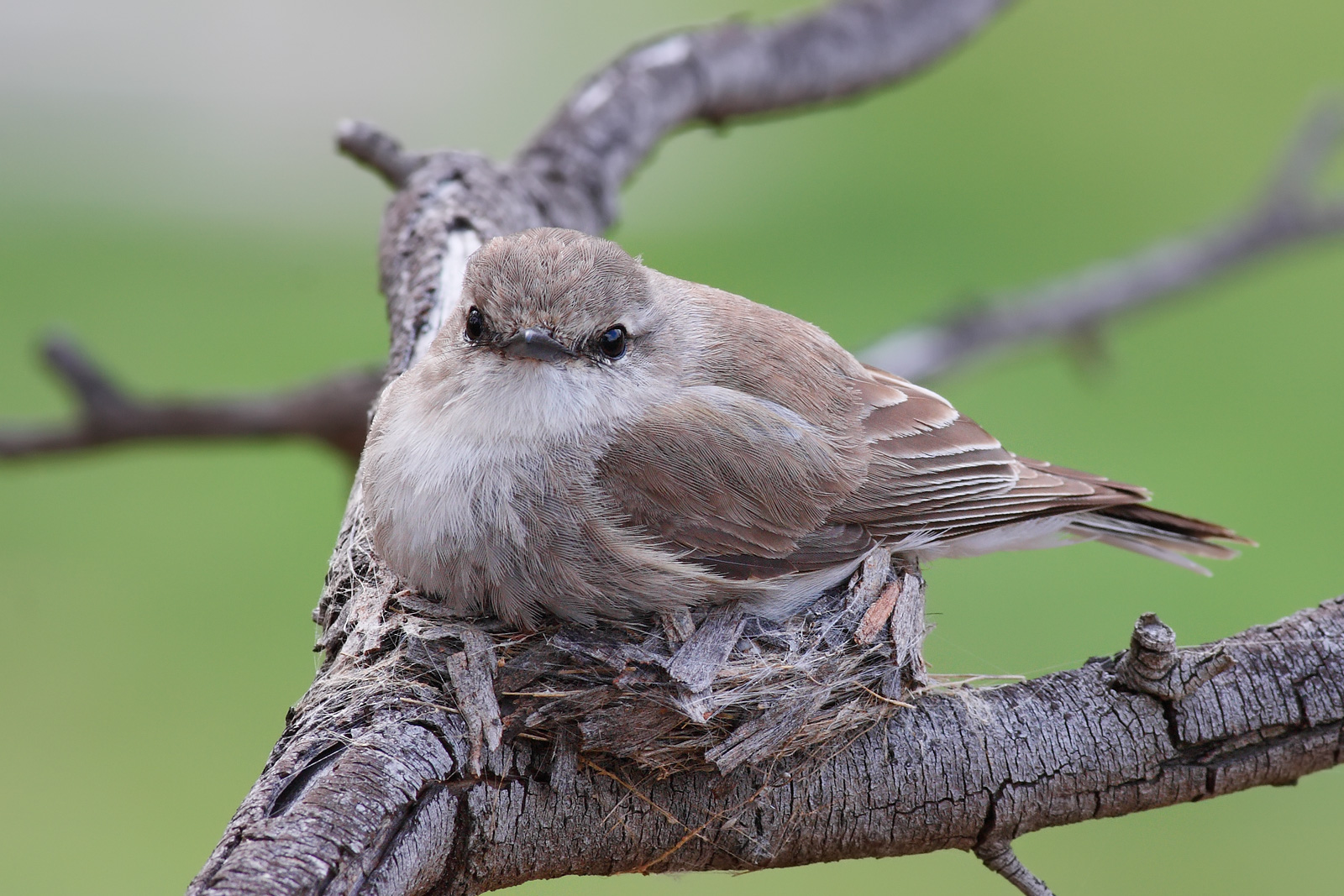
آشیانه‌نشینی ماده